# Globalverdrahtung
Globalverdrahtung ist ein Schritt beim Layoutentwurf von integrierten Schaltkreisen, bei dem die einzelnen Signalnetze einer Schaltung auf ungefähren Verdrahtungswegen verlegt werden, um sie in der anschließenden Feinverdrahtung detailliert einzubetten. 
Die Komplexität moderner integrierter Schaltkreise mit Millionen von Netzen verhindert, dass man nach der Platzierung der Zellen sofort deren detaillierte Verdrahtung durchführen kann. Somit ist eine Aufsplittung der Verdrahtung in zwei Schritte notwendig: eine Globalverdrahtung, gefolgt von einer Feinverdrahtung. Da bei der Globalverdrahtung nur eine grobe Zuordnung der Netze auf die einzelnen Verdrahtungsbereiche erfolgt und sich die Feinverdrahtung ausschließlich dieser Zuordnung bedient, lassen sich so auch Schaltungen mit vielen Netzen effektiv verdrahten.